# Пулан-Пузоль
Пула́н-Пузо́ль (фр. Poulan-Pouzols, окс. Polanh e Posòls) — коммуна во Франции, находится в регионе Юг — Пиренеи. Департамент — Тарн. Входит в состав кантона От-Даду. Округ коммуны — Альби.
Код INSEE коммуны — 81211.

## География

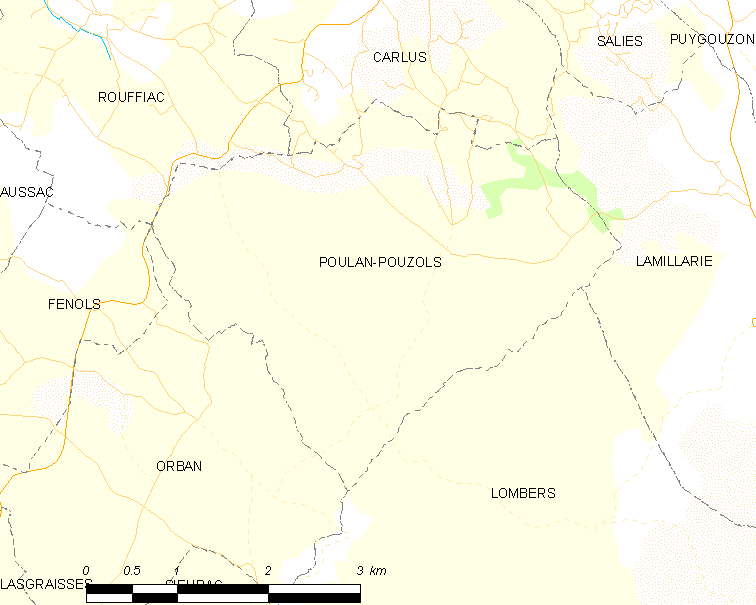
Карта коммуны

Коммуна расположена приблизительно в 560 км к югу от Парижа, в 65 км северо-восточнее Тулузы, в 8 км к югу от Альби.

## Климат
Климат умеренно-океанический. Зима мягкая и дождливая, лето жаркое с частыми грозами. Ветры довольно редки.

## Население
Население коммуны на 2010 год составляло 430 человек.
| 1962 | 1968 | 1975 | 1982 | 1990 | 1999 | 2010 |
| ---- | ---- | ---- | ---- | ---- | ---- | ---- |
| 326  | 306  | 309  | 374  | 392  | 386  | 430  |

## Администрация
| Период | Период | Фамилия         | Партия | Примечания |
| ------ | ------ | --------------- | ------ | ---------- |
| 1971   | 2008   | Мишель Го       |        |            |
| 2008   | 2020   | Жан-Клод Мадоль |        |            |

## Экономика
В 2007 году среди 275 человек в трудоспособном возрасте (15—64 лет) 208 были экономически активными, 67 — неактивными (показатель активности — 75,6 %, в 1999 году было 73,0 %). Из 208 активных работали 190 человек (105 мужчин и 85 женщин), безработных было 18 (5 мужчин и 13 женщин). Среди 67 неактивных 21 человек были учениками или студентами, 20 — пенсионерами, 26 были неактивными по другим причинам.